# Leipzig-Gare-de-Bavière
Leipzig-Gare-de-Bavière (en allemand Leipzig Bayer Bahnhof) dite aussi gare de Bavière (en allemand Bayerischer Bahnhof), est une gare ferroviaire allemande des lignes de Leipzig-Nord à Leipzig-Gare-de-Bavière (City tunnel) et de Leipzig-Gare-de-Bavière à Hof-Central. Elle est située sur la place de Bavière (Bayerischer Platz) où se croisent la Arthur-Hoffman-Straße / Nürnberger Straße et la Windmühlenstraße / Straße des 18. Oktober. Elle se trouve bien dans le quartier Zentrum-Südost, mais à la limite de Leipzig-Südvorstadt, à Leipzig.
Elle est mise en service en 1842 par la compagnie des chemins de fer bavarois de Saxe (Sächsisch-Baiersche Eisenbahn-Compagnie). Fermée en 2001, elle est détruite et reconstruit en souterrain pour être remise en service en 2013. De la gare historique, il reste le portique d'origine, classé monument historique, qui été déplacé pendant les travaux puis remis à sa place.
L'ancienne gare terminus, devenue une gare de passage est desservie par les lignes 1, 2, 3, 4, 5 et 5X du S-Bahn d'Allemagne centrale.

## Situation ferroviaire
La gare de Leipzig-Gare-de-Bavière est située au point kilométrique (PK) 1,7 de la ligne de Leipzig-Nord à Leipzig-Gare-de-Bavière (City-Tunnel) et au PK 0,195 de la ligne de Leipzig-Gare-de-Bavière à Hof-Central.

## Histoire

### Première gare

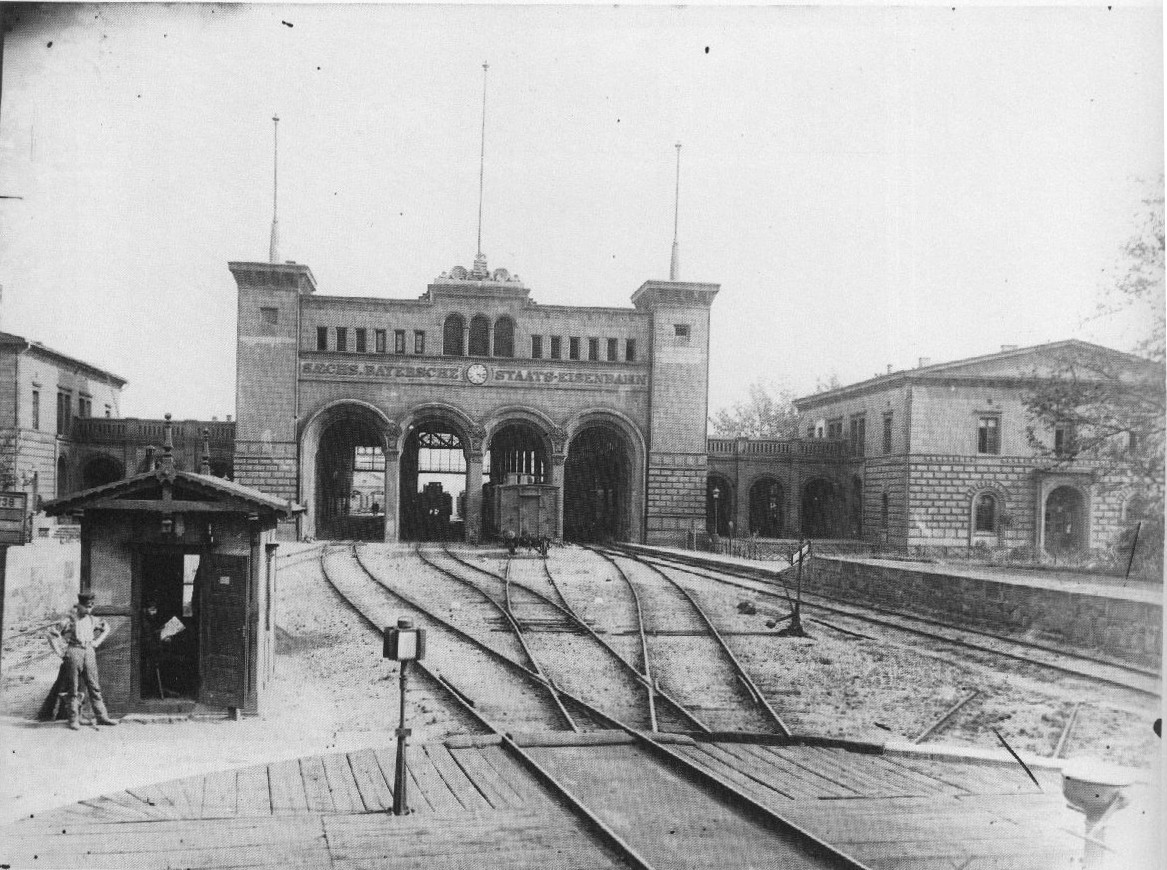
La gare et son portique vers 1890.

La gare de Leipzig-Gare-de-Bavière le plus souvent dénommée « gare de Bavière »,, est construite de 1841 à 1844 selon les plans de l'architecte lipsien Christian August Eduard Pötzsch (1803-1889). Comme son nom l'indique, elle était la gare terminus de la ligne ferroviaire vers Hof-sur-Saale en Franconie, Bavière. Elle est ouverte le 18 septembre 1842 pour un tronçon de ligne vers Altenbourg alors que son édification n'est pas terminée. La touche finale à la construction du bâtiment voyageurs sera donnée le 19 septembre 1844. Dans le même style architectural, une auberge dénommée Siebenmännerhaus, la « demeure des sept hommes », est ouverte en 1845 à proximité de la gare.
Le 7 septembre 1883, la gare est desservie par une ligne de tramway hippomobile avant qu'il ne soit électrifié en 1897. Depuis lors, la correspondance est facile entre les trains et le réseau de tramway lipsien.
Pendant la période nazie, on avait prévu de démolir la gare pour laisser place à une grande avenue. L'architecte dusseldorfois Emil Fahrenkamp devait se charger d'en dessiner les plans. La guerre a mis un terme à ces projets.
Pendant les bombardements alliés du 4 décembre 1943 et 20 février 1944, la gare a subi quelques dégâts : alors que le portique et le côté ouest n'ont pas été touché, le reste du bâtiment voyageurs en bois a brûlé. Ce qui restait du côté est a dû être détruit après la guerre car inutilisable.
Le 10 juin 2001, la gare est fermée pour être transformée en une gare souterraine.

### Deuxième gare
Les travaux du City-Tunnel ne commencent pas avant 2003. Pour aménager l'accès à la gare souterraine, le 10 avril 2006, on a déplacé le portique d'origine en utilisant la technique du palier lisse. La manœuvre à consisté faire mouvoir de 30 mètres vers l'est, cette masse haute de 20 m, large de 30 m pour 6 m d'épaisseur et un poids de 2 800 tonnes. Après la fin du chantier d'accès à la nouvelle gare souterraine le portique est remis à sa place initiale le 30 octobre 2009.
La gare souterraine, due à l'architecte Peter Kulka, est mise en service 15 décembre 2013. Ce n'est alors plus une gare terminus mais une gare de passage.

## Service des voyageurs

### Accueil
Établie en souterrain, la gare dispose d'un quai central long de 140 m à 20 m sous le niveau du sol. Il est accessible via un escalier, des escaliers roulants et un ascenseur, il est donc accessible aux personnes à mobilité réduite. Le quai est équipé de bandes podotactiles. Des poutres horizontales de diverses couleurs situées au-dessus de l'escalier accueillent le voyageur.

Environnement et accès nouvelle gare
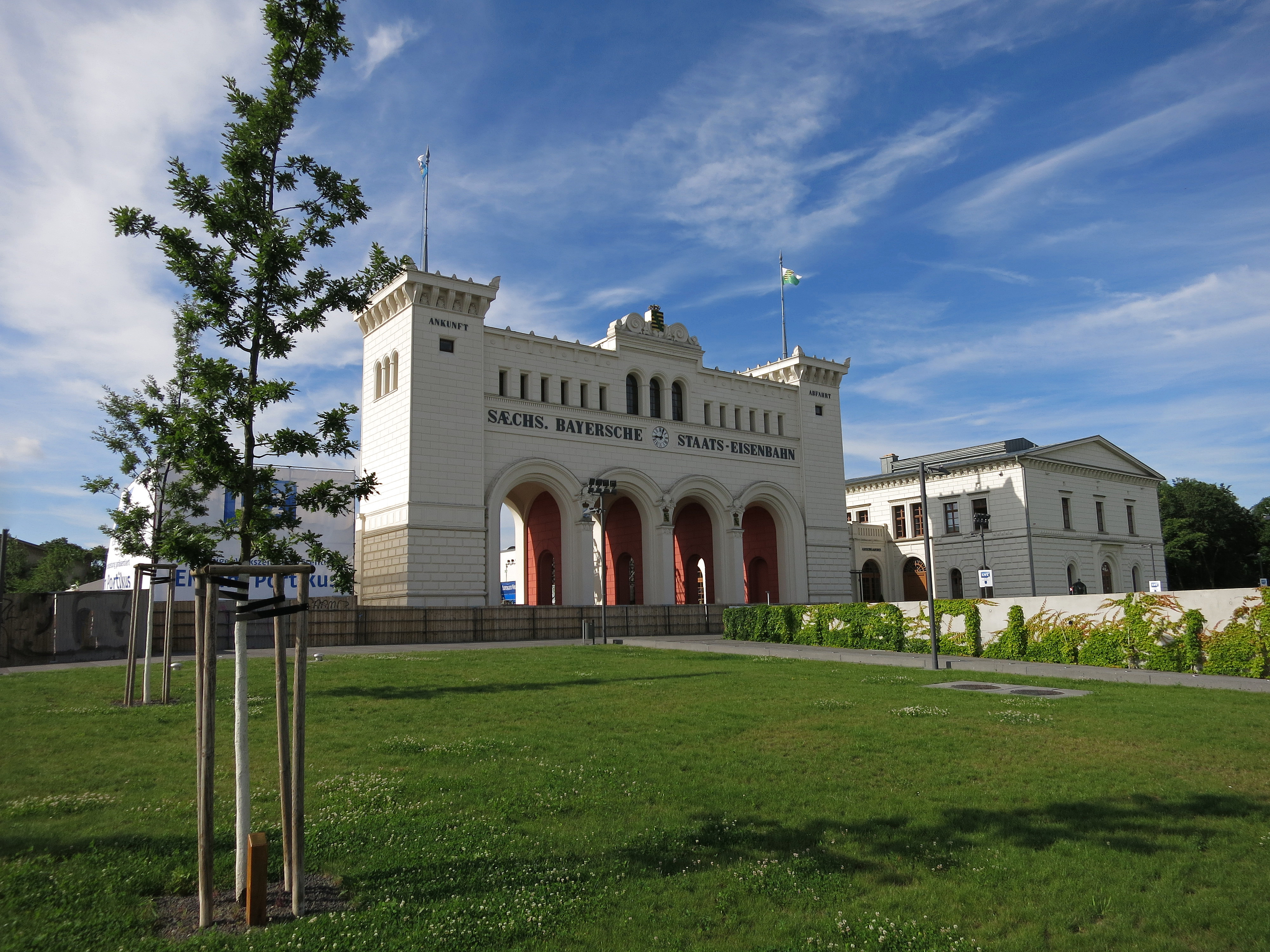
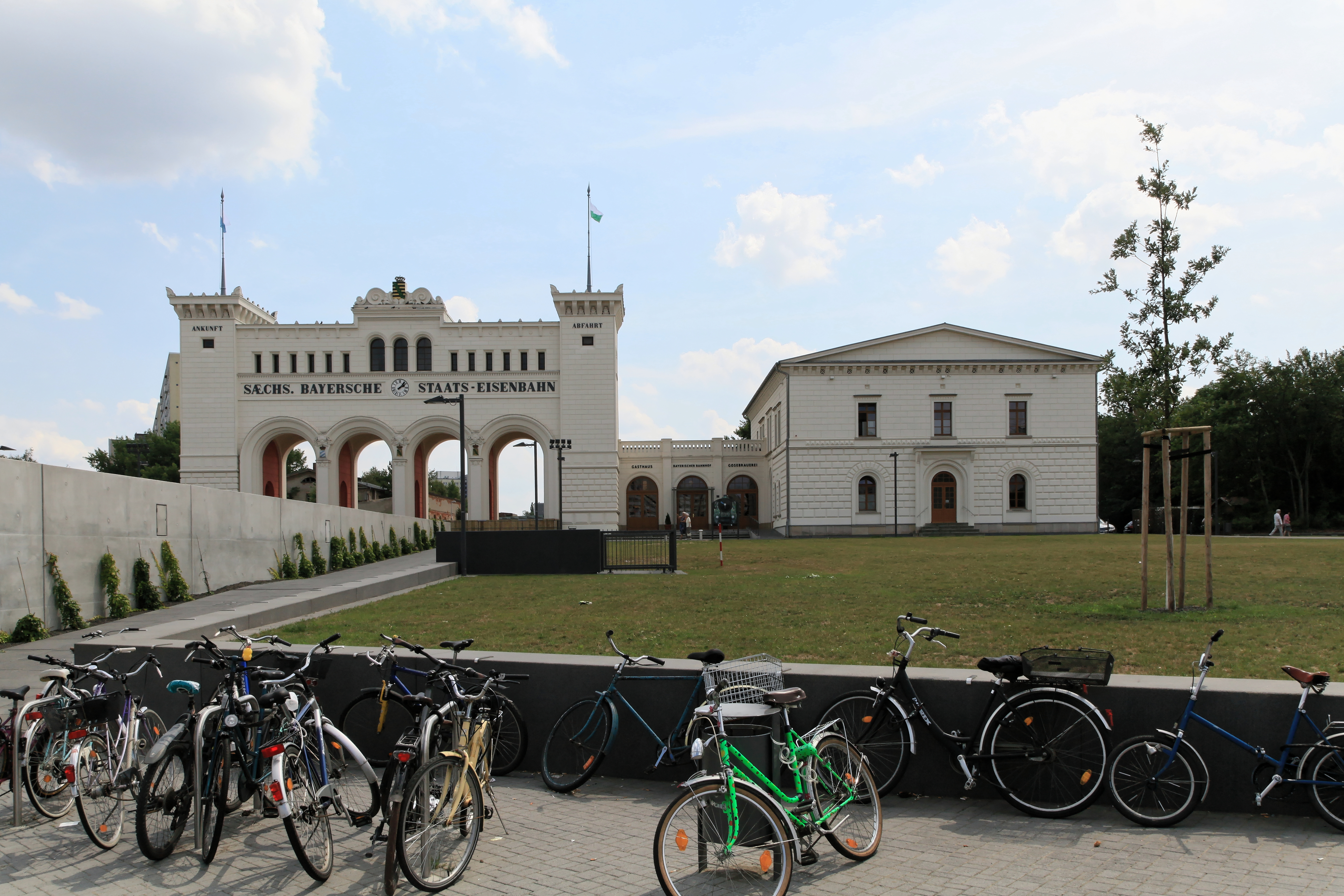
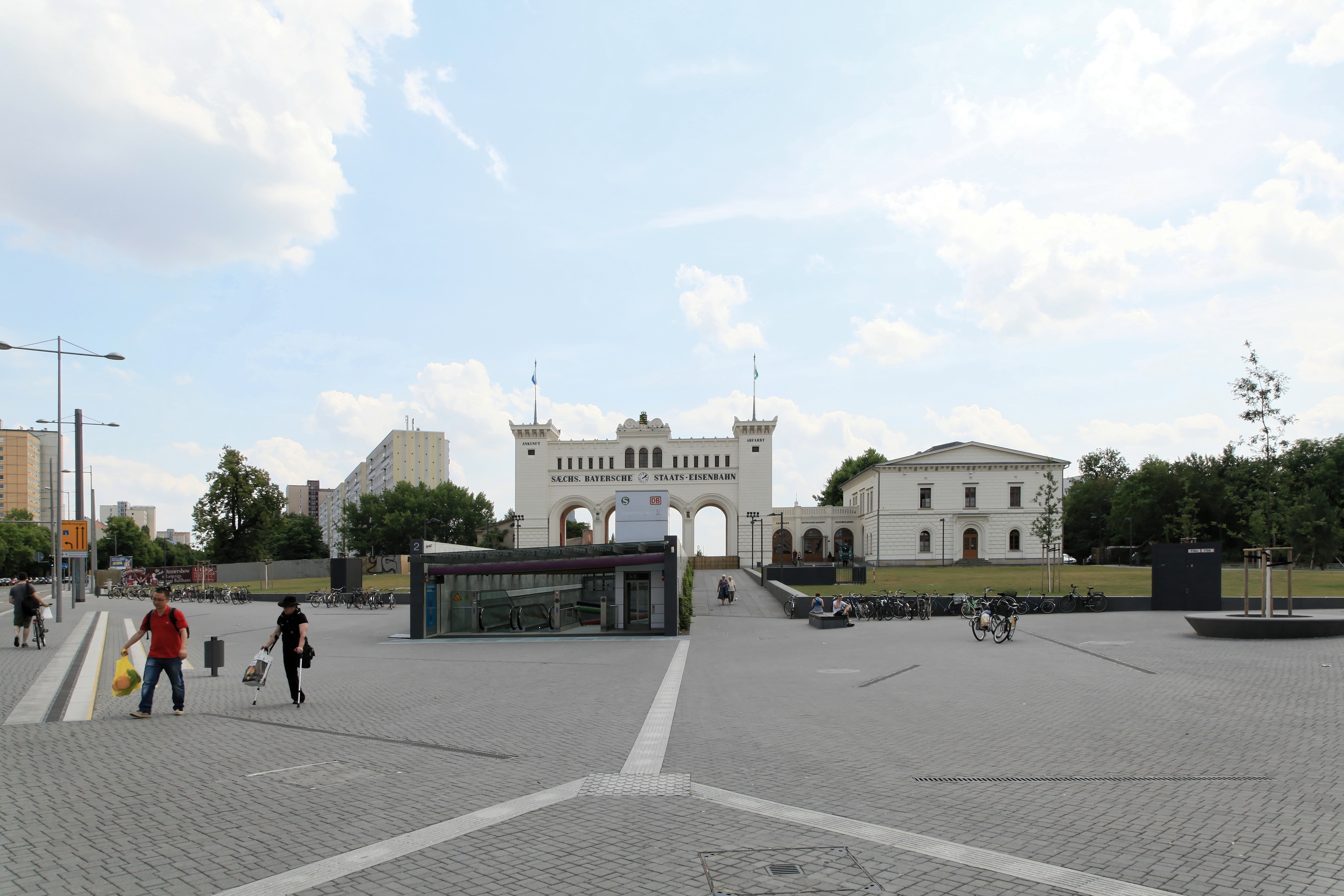

### Desserte
Leipzig-Gare-de-Bavière est desservie par les lignes 1, 2, 3, 4, 5 et 5X du S-Bahn d'Allemagne centrale.

Gare souterraine
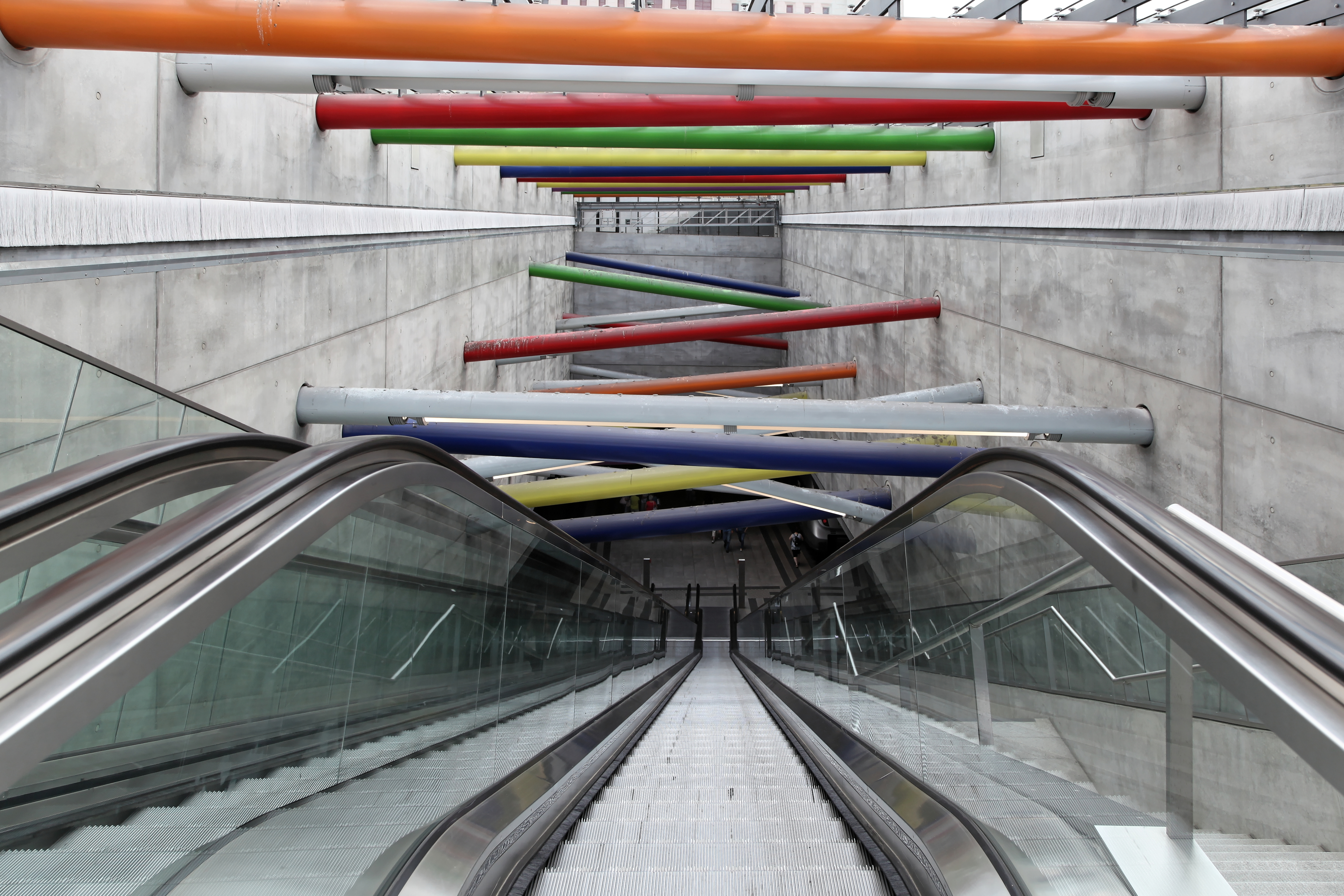
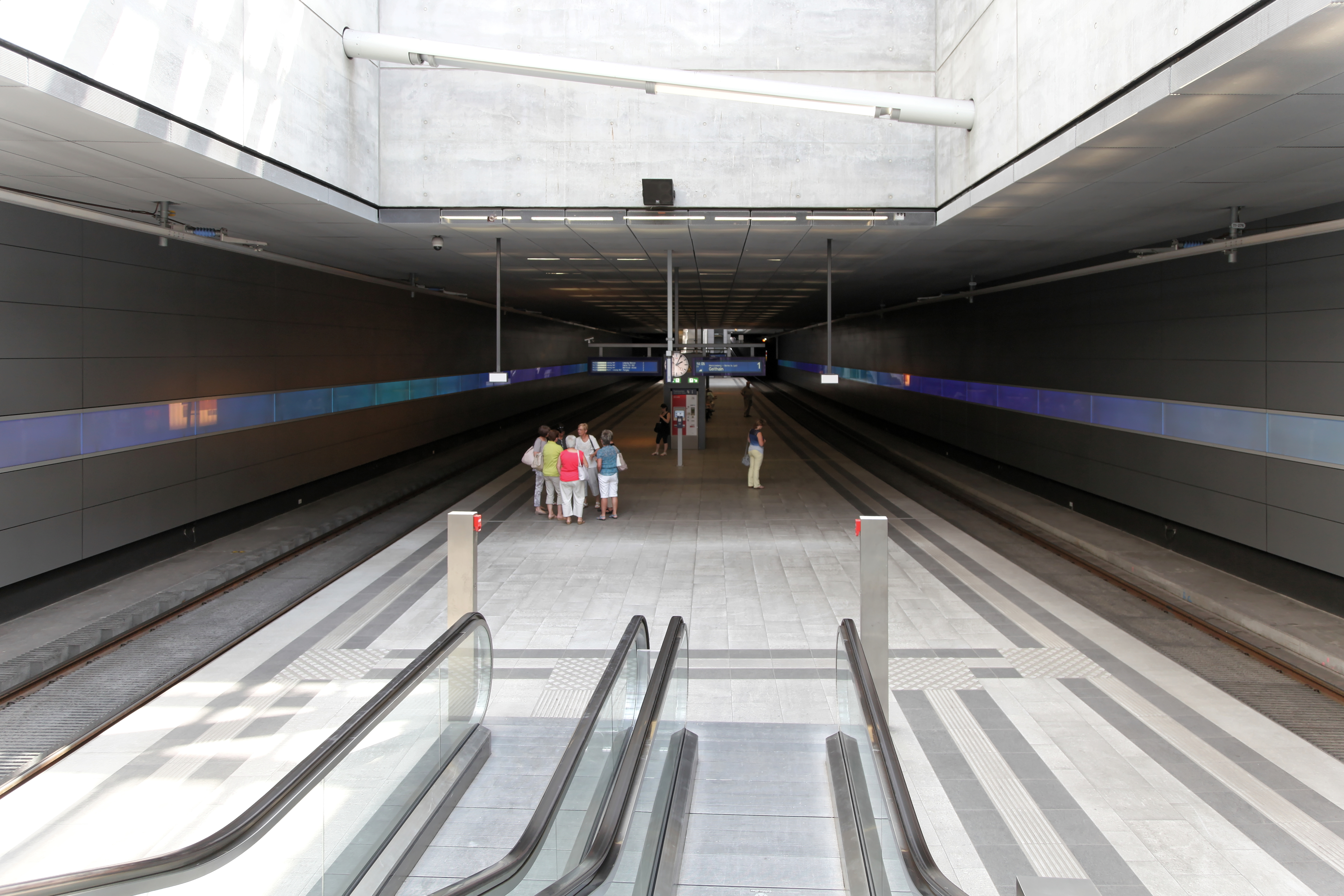
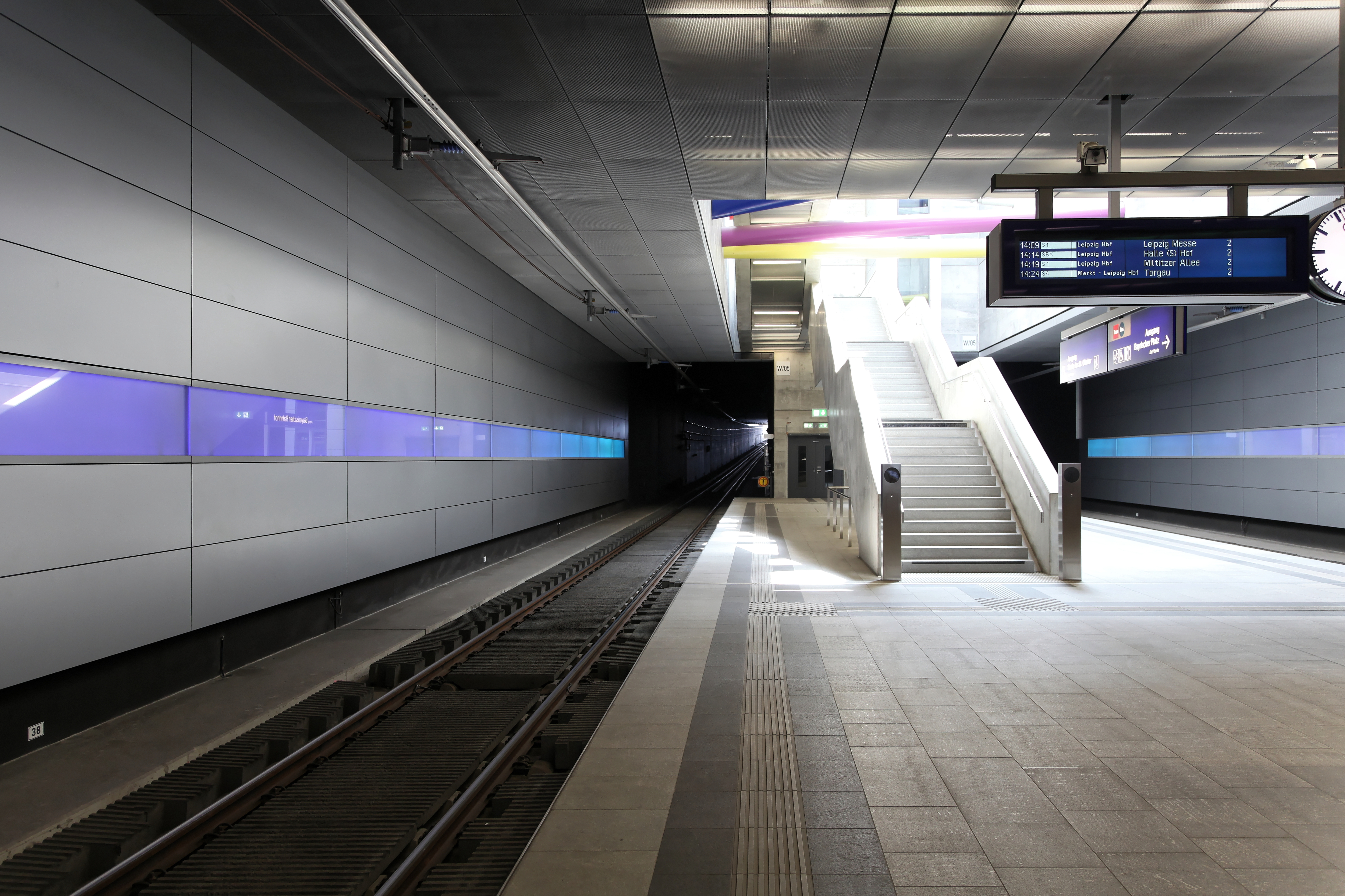

### Intermodalité
La gare est en correspondance avec le réseau de tramway lipsien.